# 17哩路

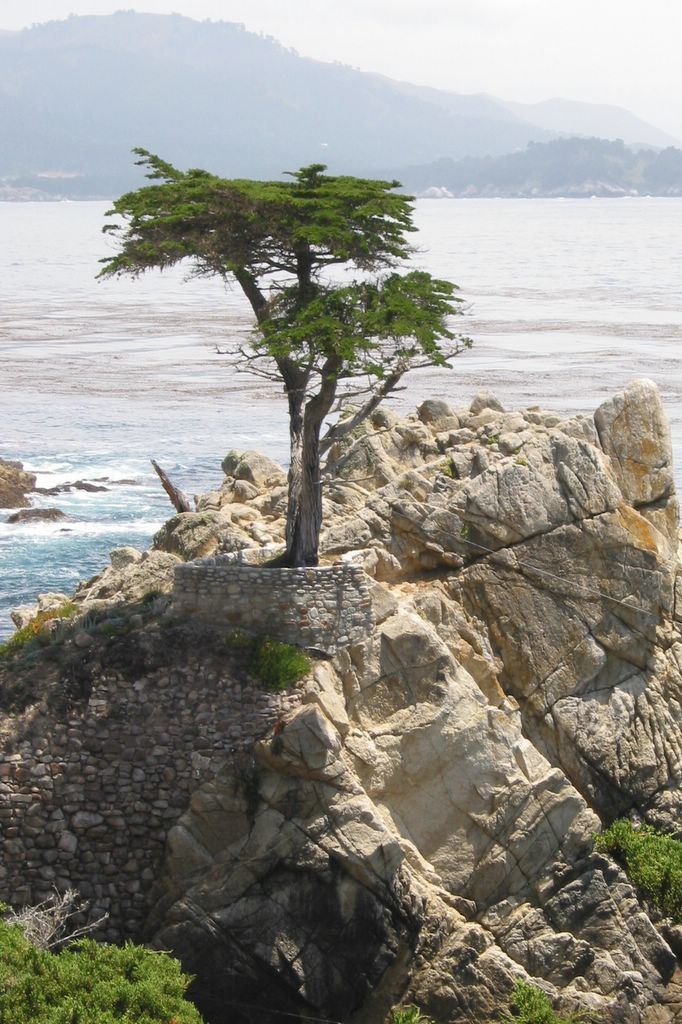
17哩路著名的“孤柏”（Lone Cypress）

17哩路位於蒙特瑞縣，是一個聞名世界的旅遊勝地。17哩路呈圓環狀，穿越圓石灘，是高級私人住宅區的主要幹道，有五個關閘。其因為別墅昂貴，風景美麗，成為遊覽美國加利福尼亞州的一個重點，汽車開進此段路線得收費$12美元，行人及腳踏車免費，電單車則禁止通過。
整條路線經過好幾個著名的海灘，除了壯觀的私人別墅及高爾夫球場外，遊者可見出名的孤柏樹及鳥石。

## 圖片

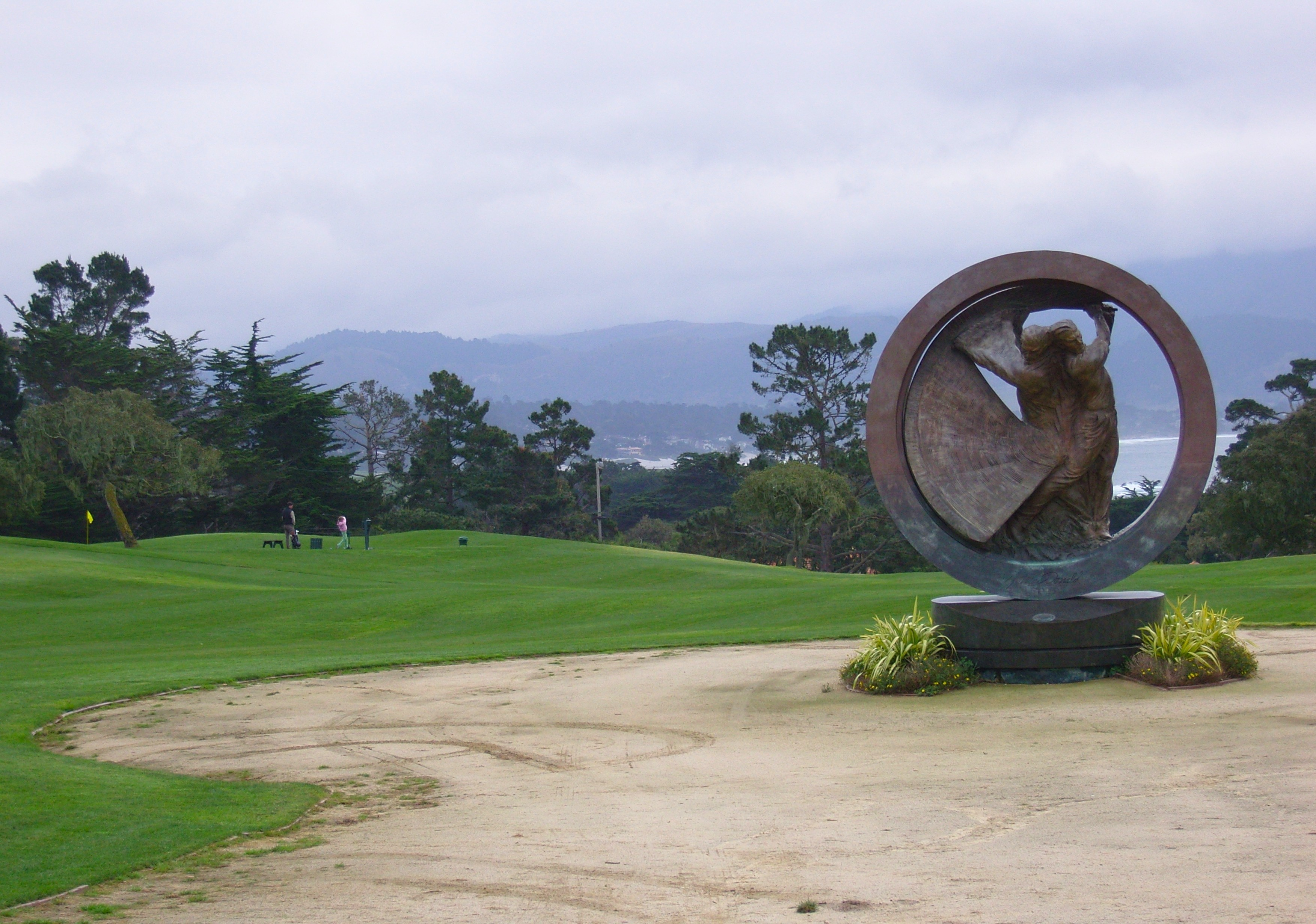
高爾夫球場
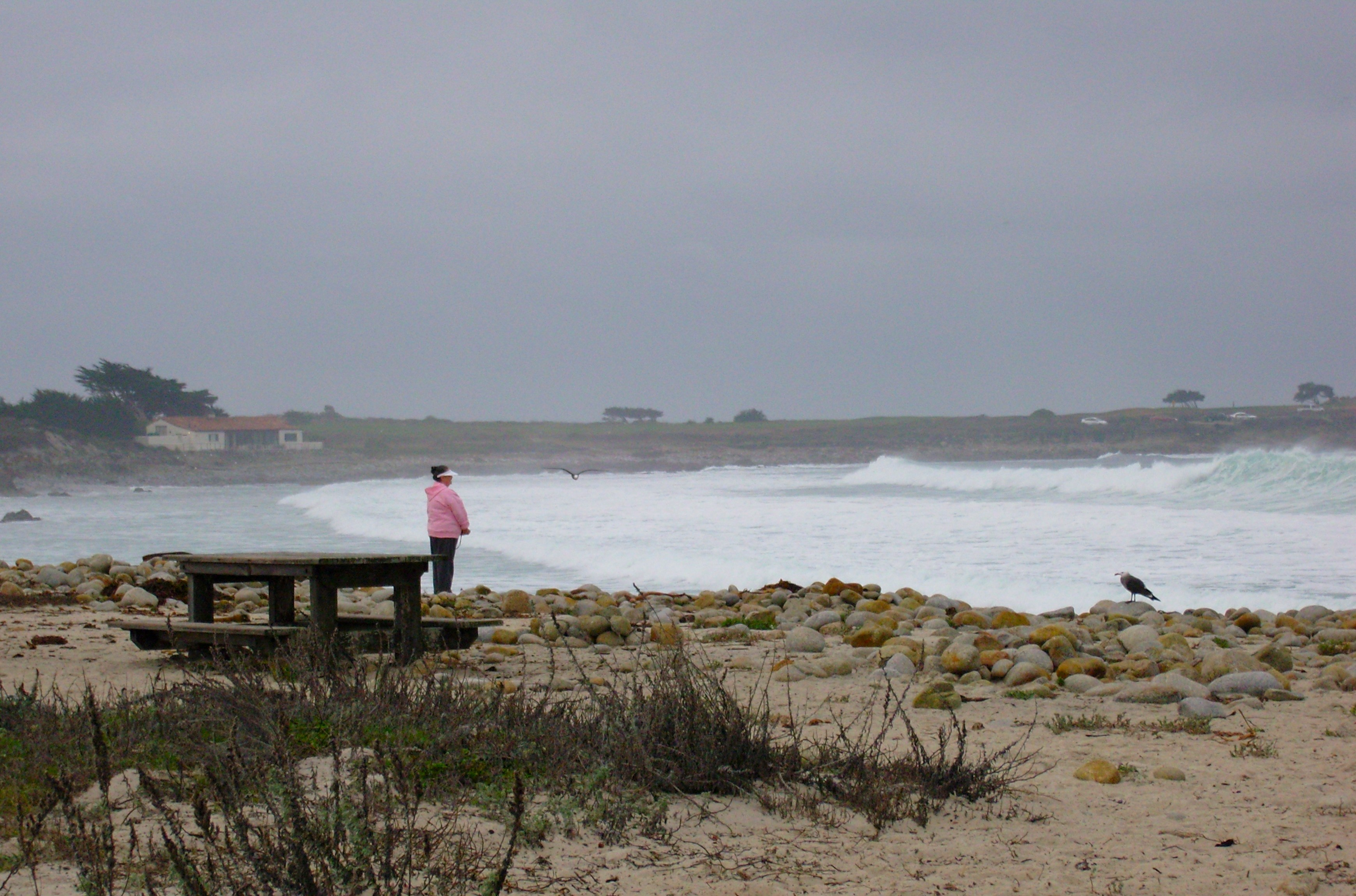
天公不做美
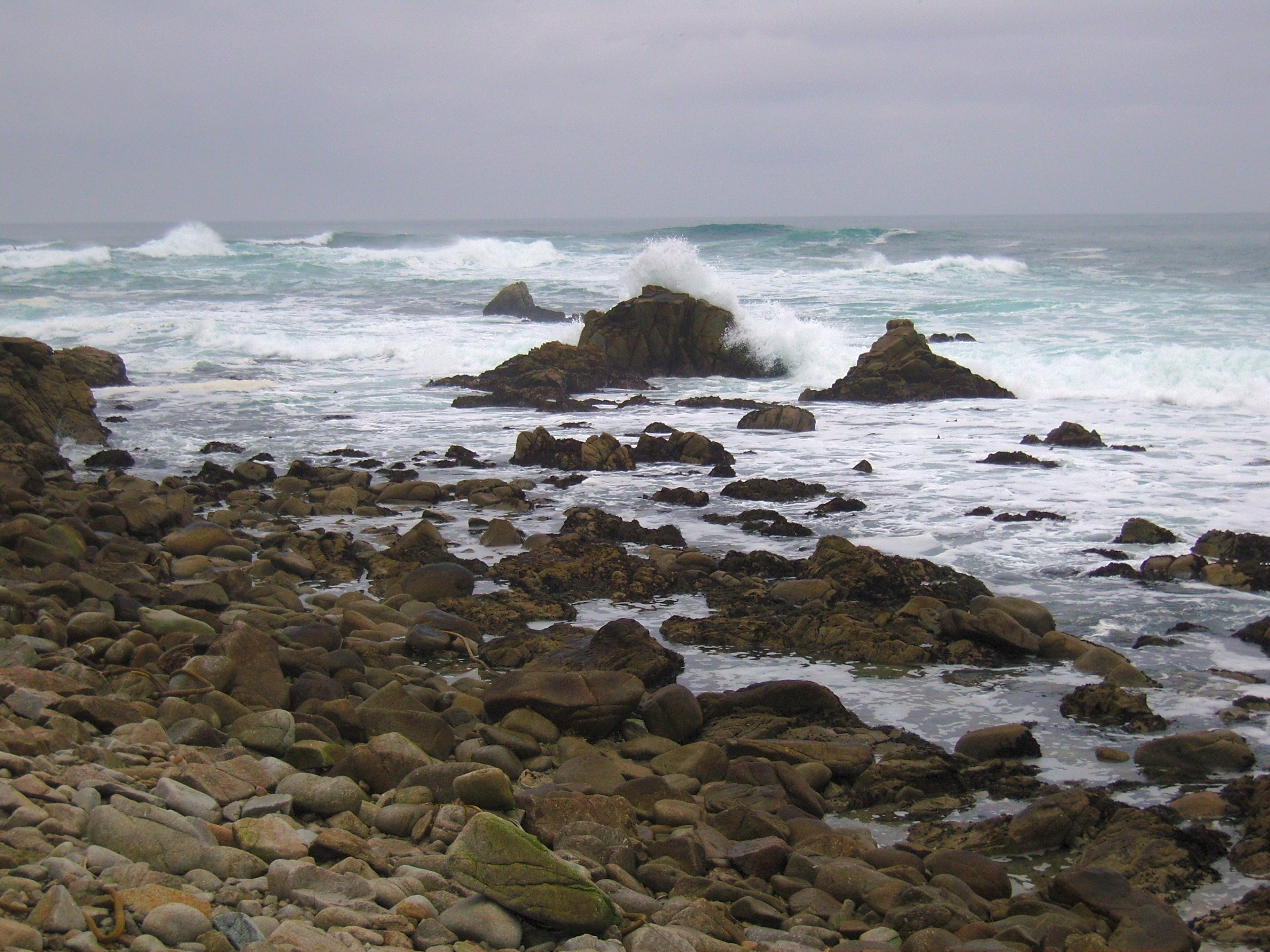
海浪
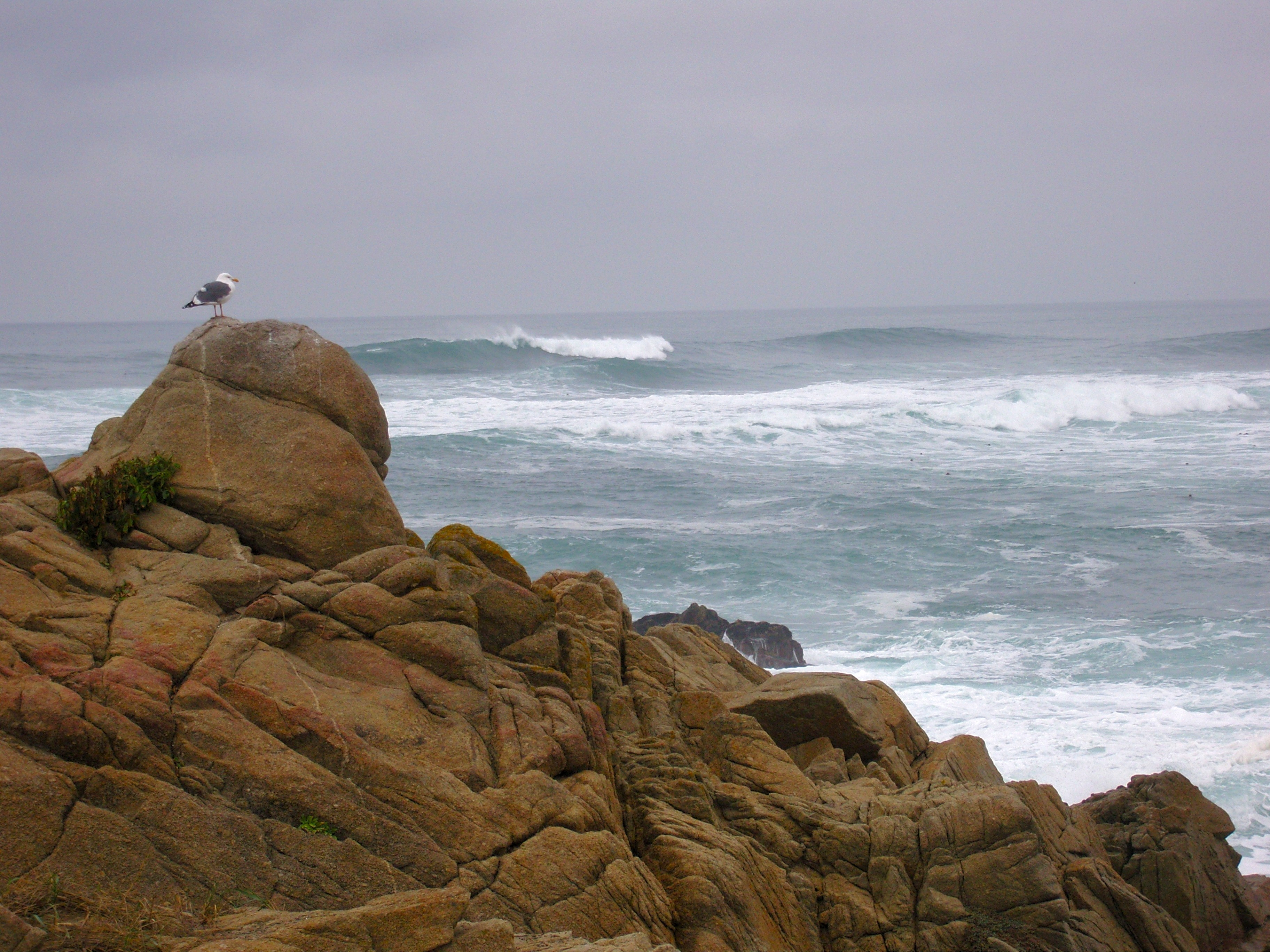
海鷗
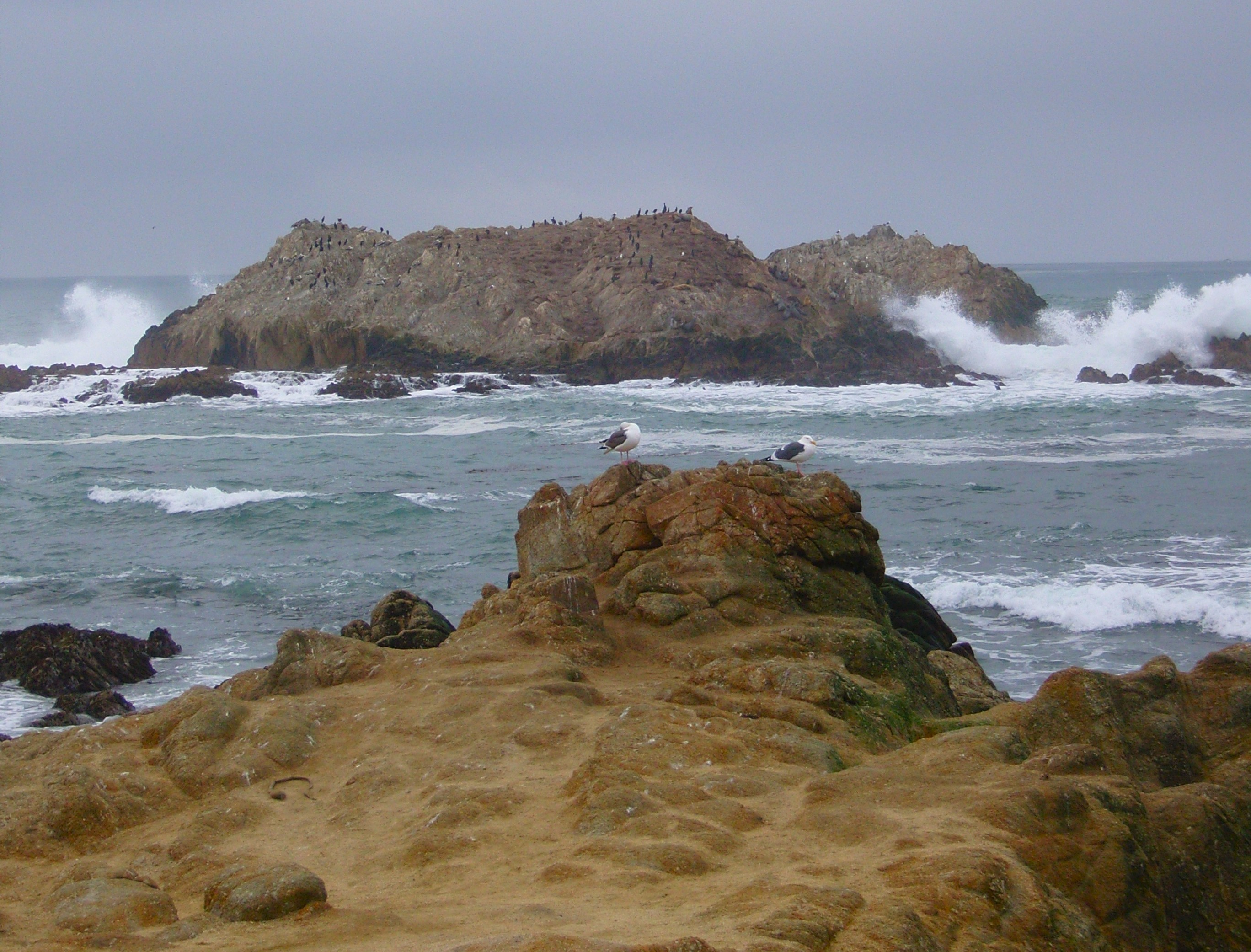
有名的"鳥石" (Bird Rock)
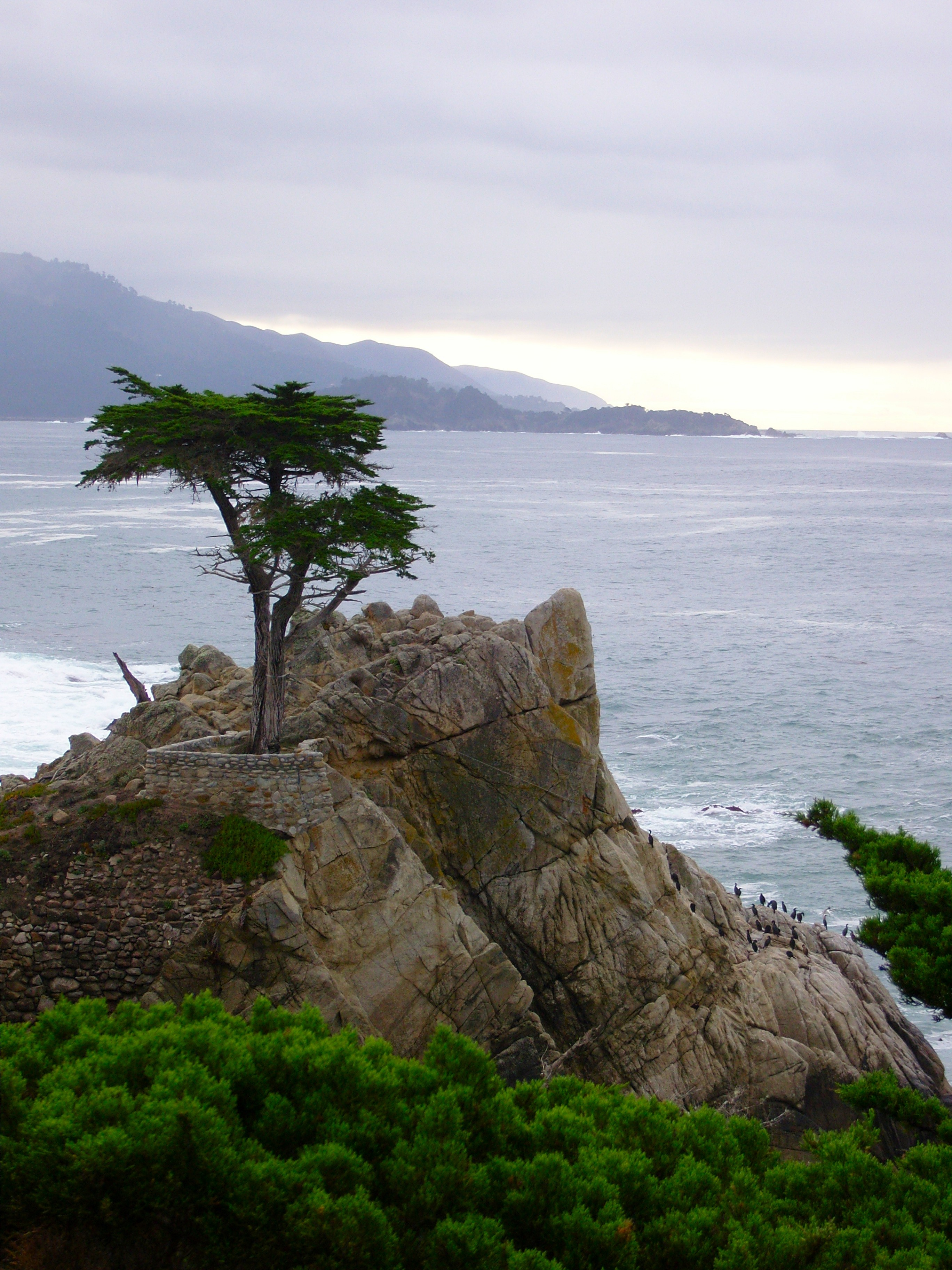
"孤柏"（大果柏（英语：Cupressus macrocarpa））